# Арбон ла Форе
Арбон ла Форе (фр. Arbonne-la-Forêt) је насељено место у Француској у региону Париски регион, у департману Сена и Марна.
По подацима из 2011. године у општини је живело 1025 становника, а густина насељености је износила 67,97 становника/km².

## Демографија
| 1962. | 1968. | 1975. | 1982. | 1990. | 2011. |
| ----- | ----- | ----- | ----- | ----- | ----- |
| 267   | 355   | 412   | 496   | 762   | 1.025 |